# 天主教卡法亞特自治監督區
天主教卡法亞特自治監督區（拉丁語：Praelatura Territorialis Cafayatensis）是阿根廷一個羅馬天主教自治監督區，屬薩爾塔總教區。
監督區成立於1969年9月8日，包括圖庫曼省西北部、薩爾塔省南部和卡塔馬卡省北部。2004年有教友53,194人（佔轄區總人口97.4%）、七個堂區、十六名司鐸。現任監督為德梅特里奧·希門尼斯·桑切斯-馬里斯蓋（Bishop-elect Demetrio Jiménez Sánchez-Mariscal）。